# Apple Universal Dock
Das Apple Universal Dock ist eine nicht mehr aktuelle Dockingstation von Apple für portable Geräte mit 30-poligem Dock-Adapter. Damit verschiedene Geräte mit ein und derselben Dockingstation benutzt werden konnten, wurden sogenannte Dock-Adapter für die Station angeboten, welche der Bauform des jeweiligen Geräts angepasst sind. Die Dock-Adapter sind auswechselbar und zur besseren Unterscheidung nummeriert.

## Liste der Dock-Adapter
- #1 – 10–20 GB / 1,57 cm
- #2 – iPod 20–40 GB / 1,83 cm
- #3 – iPod mini 4GB 6GB
- #4 – iPod 4. Generation 20GB U2 Special Edition
- #5 – iPod 4. Generation 40GB
- #6 – iPod 4. Generation mit Farbdisplay 20GB 30GB U2 special edition
- #7 – iPod 4. Generation mit Farbdisplay 40GB 60GB
- #8 – iPod nano 1. Generation 1GB 2GB 4GB
- #9 – iPod 5. Generation (Video) 30GB; iPod classic 80GB 120GB
- #10 – iPod 5. Generation (Video) 60GB 80GB; iPod classic 160GB
- #11 – iPod nano 2. Generation (Aluminium) 2GB 4GB 8GB
- #12 – iPhone 4GB 8GB 16GB
- #13 – iPod nano 3. Generation (Video) 4GB 8GB
- #14 – iPod touch 1. Generation 8GB 16GB 32GB
- #15 – iPhone 3G 8GB 16GB / iPhone 3GS
- #16 – iPod touch 2. und 3. Generation 8GB 16GB 32GB 64GB
- #17 – iPod nano 4. Generation (Video) 8GB 16GB
- #18 – iPod nano 5. Generation (Videokamera) 8GB 16GB
- #19 – iPhone 4 und 4S
- #20 – iPod touch 4. Generation